# Project Ragtag
Project Ragtag — скасована відеогра в жанрі пригодницького бойовика за всесвітом «Зоряних війн», яка розроблялася Visceral Games у співпраці з Motive Studio та EA Vancouver і мала бути виданою Electronic Arts для Microsoft Windows, PlayStation 4 та Xbox One. Сюжетна історія, що відбувалася після подій у «Новій надії», оповідала про групу з чотирьох злочинців, які вирішують допомогти повстанцями у боротьбі з Галактичною імперією після того, як ті знищили Зірку смерті. Ігровий процес мав управління від третьої особи, тоді як гравець мав змогу перемикатися між чотирма персонажами, контролюючи одного з них.
Visceral Games почала розробку проєкту у 2013 році, незабаром після завершення робот над Dead Space 3 й укладення угоди між Disney та EA про виробництво ігор за всесвітом «Зоряних війн». Спочатку проєкт планувався як космічна піратська гра з відкритим світом, у якій гравець контролював би персонажа на кшталт Хана Соло. Після того, як Емі Генніґ приєдналася до студії як креативний режисер у 2014 році, вона відмовилася від ідеї відкритого світу на користь суто лінійної історії з чотирма протагоністами. Через численні проблеми, включно з нестачею персоналу, до розробки було вирішено приєднати новостворену Motive Studio, а пізніше — EA Vancouver.
EA скасувала Project Ragtag та закрила Visceral Games в жовтні 2017 року, будучи незадоволеною надмірною лінійністю і спрямованістю на однокористувацький режим. Це рішення, прийняте на хвилі популярності багатокористувацьких ігор на зразок PUBG, було зустрінуте критикою від ігрової спільноти та розцінено як зменшення інтересу компаній до розробки однокористувацьких ігор. У підсумку, проєкт передали студіям EA Worldwide на чолі з EA Vancouver, яка мала намір перезапустити його. Проте, він так само був скасований, коли все ще знаходився на ранній стадії розробки, на користь менш масштабного спінофа серії Battlefront, який теж був скасований згодом.

## Ігровий процес
Project Ragtag була відеогрою в жанрі пригодницького бойовика від третьої особи з елементами платформера. У певні моменти проходження гравець мав змогу перемикатися між чотирма персонажами — Доджером, Робі, Ону або Баком — поки інших контролював штучний інтелект, у такий спосіб об'єднуючи різні аспекти пограбування разом, що аналогічно формату у фільмах «Зоряних війн». Гравець міг використовувати лазіння, щоб дістатися до бажаного місця на локації, а також укриття для стрільби або стелсу. Крім доступу до різноманітної бойової зброї, персонажі володіли видом зброї, який був характерним лише для них, наприклад: Доджер був озброєний бластером і «світловим хлистом», тоді як основною зброєю Робі була снайперська гвинтівка. Деяку зброю планувалося додати в гру пізніше як завантажуваний вміст. За допомогою здібності «Саботаж», гравець міг взаємодіяти з довкіллям і тим самим впливати на внутрішній стан ворогів, вселяючи їм сум'яття або страх, через що вони могли викликати підмогу.
У гру пропонувалося додати гаджети, подібні до тих, що використовувалися в серії Batman: Arkham, які персонажі могли б використовувати крім стрільби та лазіння, проте ця ідея була відхилена. Крім цього, через те, що персонажі були змальовані звичайними злочинцями, ігровий процес не передбачав використання Сили або світлових мечів, які властиві всесвіту «Зоряних війн». Хоча спочатку в грі планувався багатокористувацький режим, який являв собою космічний симулятор, робота над ним була зупинена у зв'язку з різними труднощами, що виникли на стадії розробки.

## Синопсис
Project Ragtag відбувалася після подій у «Новій надії» та оповідала про команду з чотирьох різномастих злочинців, які планували велике пограбування, щоб допомогти Альянсу повстанців у боротьбі з Галактичною імперією. Доджер, один із головних протагоністів, потрапив до злочинного світу після уникнення призову до імперських військ на своїй рідній планеті Альдераан і був змушений переховуватися. Переживши знищення Альдераана, Доджер потрапив у список, за яким імперія розшукувала тих, хто вижив. Через це він був вимушений працювати на Джаббу Гатта, щоб заробити достатньо коштів та підкупити імперців для видалення свого ім'я зі списку. Незабаром після знищення Зірки смерті, що підштовхнуло звичайних злочинців приєднатися до повстанців, Доджер дізнається про будівництво нової Зірки, та вирішує зібрати групу для допомоги Альянсу. До нього приєднуються снайпер Робі Меттокс, яка росла сиротою на 1313 рівні Корусанту і стала членом злочинного клану «Блукаюча зірка»; Уна, донька мафіозного боса; і Бак, досвідчений лідер та наставник новоствореної команди.

## Розробка

### Передумови та концепція
Після випуску Dead Space 3 в лютому 2013 року велика частина співробітників Visceral Games почала підготовчі роботи над Battlefield Hardline, у той час як решта команди приступила до розробки гри під робочою назвою Jamaica, яка передбачала піратську оповідь у відкритому світі. У квітні Disney повідомила про закриття й розформування підрозділу LucasArts, який до цього займався розробкою ігор за всесвітом «Зоряних війн», що спричинило скасування таких проєктів, як Star Wars: First Assault і Star Wars 1313. Колишні керівники LucasArts звернулися до Visceral з пропозицією найняти їхніх ключових співробітників і продовжити розробку 1313, однак та відмовилася, запропонувавши натомість місця в команді розробників Jamaica. У травні, після укладення угоди між Disney та Electronic Arts щодо розробки ігор, EA скасувала Jamaica на користь нової гри за всесвітом «Зоряних війн», що отримала робочу назву Yuma, на честь пустелі Юма, де були зняті сцени палацу Джабби в «Поверненні джедая». Новий проєкт, який був описаний як суміш Tomb Raider з Assassin's Creed IV: Black Flag, успадкував багато ідей від Jamaica, включно з відкритим світом, і розповідав про «космічних негідників» на зразок Хана Соло.

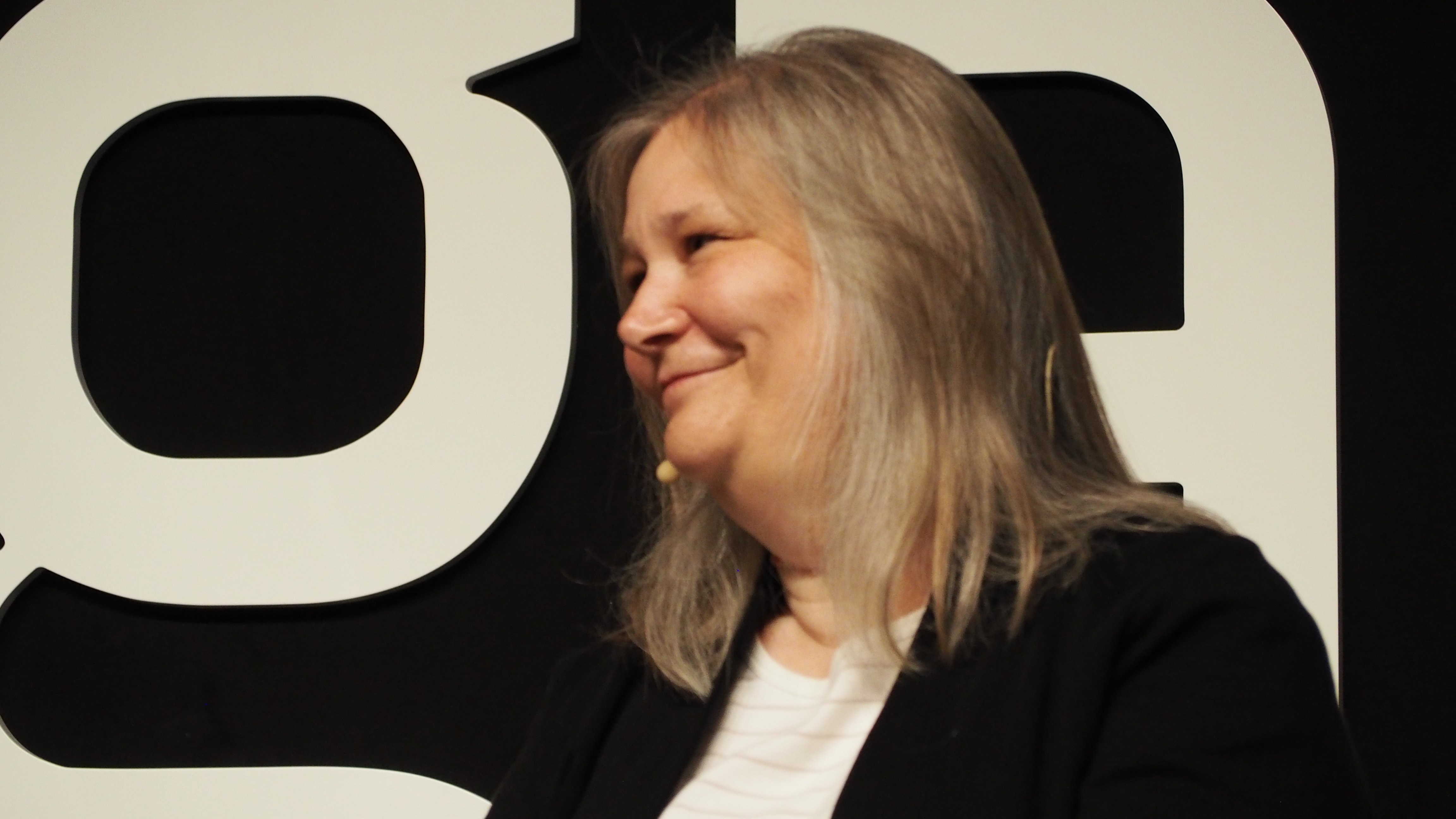
Емі Генніґ, креативний режисер і сценарист Project Ragtag.

У 2014 році уся команда Visceral Games була змушена зайнятися Battlefield Hardline через численні проблем у її розробці. Через це, робота над Yuma була практично зупинена, а в підсумку гру скасували на користь нового проєкту за «Зоряними війнами» під керівництвом Емі Генніґ, яка приєдналася до Visceral у квітні. Генніґ, яка була творцем серії Uncharted від Naughty Dog і до цього деякий час займалася розробкою Uncharted 4: A Thief's End, стала креативним режисером і сценаристом нового проєкту. Водночас Тодд Сташвік приєднався як співавтор Генніґ. Перш ніж розпочати роботу над проєктом за «Зоряними війнами», Генніґ було доручено допомогти із сюжетним і завантажуваним вмістом Hardline, що тривало до кінця року. Генніґ мала намір відмовитися від багатьох напрацювань Visceral для Yuma, і зробити пригодницький бойовик із лінійною сюжетною історією. Вона заявила, що коли починала роботу над проєктом, то дійшла висновку, що «Зоряні війни» ґрунтуються на пригодах, описаних в pulp-журналах, і схожі на фільми-пограбування, де ролі розподілені порівну, на зразок «Куди залітають тільки орли», «Брудної дюжини» та «Поїзда фон Раяна». За її словами, персонажі цих фільмів виглядали як група випадкових людей, які співпрацюють разом для досягнення мети, від чого і з'явилася назва проєкту — Ragtag (укр. Набрід).

### Виробничий процес

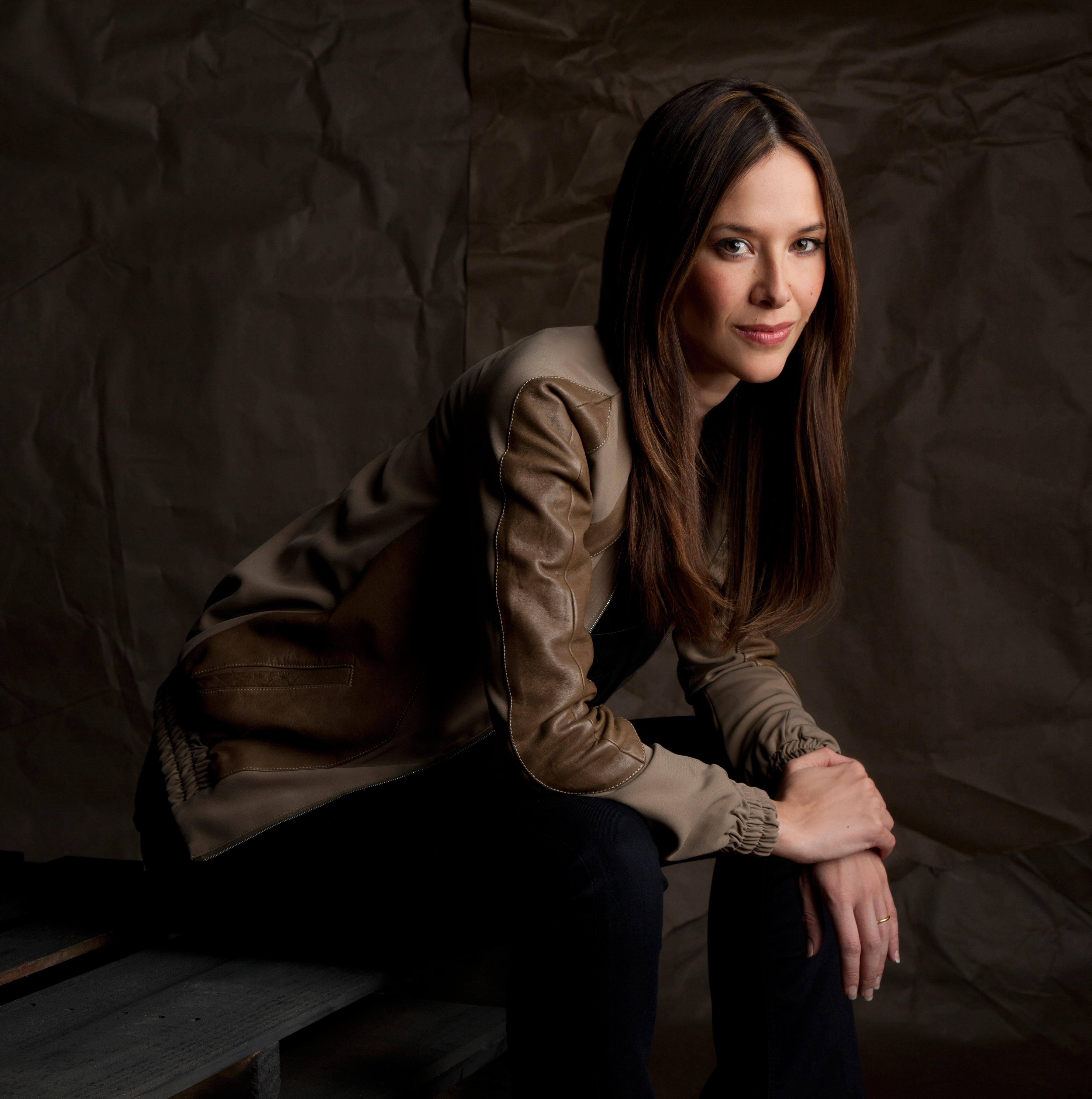
Джейд Реймонд, засновниця Motive Studio і продюсер Project Ragtag.

Чимало працівників були незадоволені розробкою Battlefield Hardline, адже вона була шутером від першої особи, тоді як Visceral спеціалізувалася на шутерах від третьої особи. У підсумку, деякі ключові співробітники, включно з художниками й програмістами, залишили студію. У квітні 2015 року, через кілька тижнів після випуску Hardline, генеральний менеджер Visceral Стів Папуцис пішов зі своєї посади; його місце зайняв старший продюсер Скотт Пробст, який заявив про те, що структура студії буде спрощена. Метою реструктуризації було мінімізування рівнів менеджменту і збільшення можливостей креативного відділу, що було натхненне структурою Naughty Dog. На тлі цього, EA звільнила невелику кількість співробітників Visceral Games. Влітку, коли почався підготовчий період гри, команда розробників налічувала приблизно 30 осіб, що становило майже половину всього персоналу студії. Це було зумовлено тим, що інша частина працювала над завантажуваним вмістом для Hardline, тому передбачалося, що вони приєднаються до решти пізніше. Щоб компенсувати цю нестачу, EA створила Motive Studio під керівництвом Джейд Реймонд у Монреалі, яка приєдналася до розробки сюжетної кампанії та багатокористувацього режиму Ragtag з персоналом у 70 осіб, тоді як сама Реймонд стала продюсером проєкту.
Visceral Games консультувалася з Lucasfilm, щоб різні аспекти Ragtag виглядали автентично до всесвіту «Зоряних війн». Хоча студія отримала творчу свободу у створенні нових персонажів, між Visceral та EA виникла напруженість щодо направлення гри, включно з відсутністю будь-яких знайомих персонажів і Сили джедаїв. EA була стурбована потенційним прибутком гри та успіхом її «суворої» історії серед шанувальників франшизи, тому тиснула на розробників, щоб Ragtag була на однаковому рівні з Uncharted 4 й мала високі показники на Metacritic. Крім цього, часто траплялися внутрішні конфлікти між Генніґ і співробітниками студії, особливо з дизайнерами. За словами розробників, вона ставила високі вимоги й бажала повного творчого контролю над проєктом. Через зайнятість Генніґ, персонал мав труднощі в комунікації з нею і створенні багатьох нововведень, адже на це було потрібно її схвалення. Також, однією з основних проблем під час розробки проєкту була вимога EA використовувати ігровий рушій Frostbite, який початково створювався для шутерів від першої особи, яким Ragtag не був.
Упродовж 2016 року розробка проєкту просувалася так само повільно як і в попередньому році. До того ж крім інших труднощів, гостро стояла проблема з нестачею персоналу, адже Motive Studio, яка спочатку мала допомогти з проєктом, зайнялася сюжетною кампанією для Star Wars Battlefront II, а наймати нових співробітників не дозволялося через високі фінансові витрати в Сан-Франциско, де базувалася Visceral Games. У травні, EA звільнила близько десятка співробітників студії, тоді як вона посилено працювала над першою демоверсією. Розробники співпрацювали з Industrial Light & Magic з Lucasfilm і студією Sony в Сан-Дієго для створення освітлення та візуальних ефектів. Короткий уривок демоверсії було показано на виставці E3 в червні, хоча базові можливості ігрового процесу та ігрове оточення були відсутні. Водночас Генніґ проводила багато часу в Лос-Анджелесі, де відбувалося озвучування й захоплення руху. Нолан Норт, який зіграв одного з протагоністів, працював над захопленням руху не менше чотирьох місяців і заявив, що гра мала стати першою в трилогії. Крім нього, у процесі брали участь актриса Наталі Моралес і Сташвік. Композитор Кевін Кінер записав близько години оркестрової музики для гри.
У 2017 році, як і раніше, нестача персоналу залишалася великою проблемою. До початку року зі студії пішли багато співробітників, включно з аніматорами, членами технічного відділу, програмістами й художниками, що тривало упродовж усього року. EA вирішила скасувати Plants vs. Zombies над якою працювала EA Vancouver і доручила студії допомогти Visceral. З приєднанням EA Vancouver, проєкт отримав нового виконавчого продюсера і провідного дизайнера, включно з багатьма іншими провідними ролями. Хоча це рішення забезпечило підтримку Ragtag, на думку колишнього співробітника Visceral, воно звело нанівець реструктуризацію студії, проведену у 2015 році, тому що розробка знову охоплювала взаємодію з безліччю рівнів менеджменту. Так само співробітники Visceral Games побоювалися, що EA, у кінцевому підсумку, передасть контроль над проєктом EA Vancouver. Між двома студіями виникло безліч суперечок із приводу різноманітних аспектів гри, таких як ігровий процес і дизайн.
Спочатку гру планувалося випустити в травні 2018 року, але потім дата випуску була зрушена на грудень, і щоб встигнути закінчити розробку, різні особливості було видалено. У квітні 2017 року Visceral та EA Vancouver представили EA три нових демоверсії для оцінювання результатів їхньої праці. Розробники посилено використовували особливість рушія Frostbite до візуалізації руйнувань і продемонстрували як протагоністи тікають від переслідування AT-ST; потрапляють у перестрілку в пустелі на Татуїні; і вирушають на рятувальну місію в палац Джабби. Зак Мамбах, колишній продюсер Visceral Games, описав ці демоверсії як «„Зоряні війни“ в стилі Uncharted». Патрік Содерлунд, виконавчий віцепрезидент EA, схвалив продовження розробки з очікуванням нових результатів через пів року, тому розробники й надалі працювали над демоверсіями, що тривало до середини жовтня.

### Скасування
У листопаді 2015 року EA випустила багатокористувацьку гру Star Wars Battlefront, розроблену EA DICE, яку спіткав великий фінансовий успіх, маючи понад 13 млн проданих копій до кінця року. Проте, гра була розкритикована за брак контенту і однокористувацького режиму. EA направила увагу своїх студій на сиквел, Star Wars Battlefront II, який планувалося випустити наприкінці 2017 року, тоді як інтерес компанії до Project Ragtag почав знижуватися. Motive Studio, першочерговим завданням якої була підтримка Visceral Games в розробці Ragtag, було доручено зайнятися сюжетною кампанією Battlefront II. У середині жовтня 2017 року, будучи незадоволеними станом демоверсій Ragtag, EA повідомила про ліквідацію Visceral Games і перезапуск проєкту студіями EA Worldwide на чолі з EA Vancouver, яка вже допомагала Visceral в розробці Ragtag. Останнім співробітникам Visceral, яких залишалося 70 осіб, були надані місця в інших проєктах і командах. Креативний режисер Емі Генніґ заявила, що рішення про скасування гри було прийнято ще влітку, проте формально воно було повідомлене тільки восени. На момент закриття студії, розробники встигли завершити велику частину гри. За словами Зака Мамбаха, продюсера Visceral, студія «мала багато ігрового процесу, який люди так ніколи й не побачили. У нас були рівні, не повністю завершені, але близькі до цього».
Закриття Visceral Games, яке призвело до падіння акцій EA майже на 3 %, було сприйнято ігровою спільнотою як ознаку згасання інтересу видавців до створення однокористувацьких ігор, якими були багато проєктів Visceral, і перехід до сервісної моделі. Ендрю Вілсон, генеральний директор EA, заперечив, що однокористувацький режим був причиною скасування гри, тоді як Содерлунд заявив, що їхнє рішення ґрунтувалося на відгуках тестувальників щодо Ragtag і тенденціях ігрового ринку. Содерлунд зазначив, що скасування було «креативним рішенням», додавши: «Наша робота полягає в тому, щоб дати людям достатньо глибокі враження та історію, а також розширити межі. Ми не вважали, що [Project Ragtag] рухалася в правильному напрямку». Блейк Йоргенсен, фінансовий директор EA, сказав, що гра мала надто лінійний сюжет, а це, на думку компанії, не цікавило споживачів, тоді як закриття Visceral насамперед було мірою економії. Мамбах сказав, що під час закриття студії Содерлунд «продовжував говорити про [PUBG] та нові враження, майбутні враження. Вони навіть розіслали пресреліз, у якому говорилося, що нікого більше не турбують однокористувацькі ігри». За визнанням іншого колишнього співробітника Visceral, закриття студії було «вбивством із милосердя», а скасування Project Ragtag ніяк не було пов'язано з її спрямованістю на однокористувацький режим; він підсумував: «Ця гра ніколи не могла б бути гарною і вийти».

## Спадок
EA Vancouver, якій був доручений перезапуск Project Ragtag, мала намір переробити ігровий процес, щоби привнести «ширший досвід із великою різноманітністю та ігровою діяльністю». Емі Генніґ брала участь у початкових роботах щодо перезапуску, але покинула EA в січні 2018 року. Перезапуск, відомий під робочою назвою як Project Orca, мав відкритий світ, де гравець контролював би персонажа на кшталт мисливця за головами, досліджуючи різні планети. Хоча перезапуск сильно відрізнявся від проєкту Visceral, він зберіг його певні елементи, включно з художніми напрацюваннями. Випуск гри планувався на кінець 2019 року, але пізніше був відкладений на невизначений час. На початку 2019 року перезапуск був скасований на користь менш масштабної гри за «Зоряними війнами», відомої як Project Viking, яка мала стати спінофом серії Battlefront. Новий проєкт, який використовував деякі попередні напрацювання, також був скасований після перебування в розробці упродовж короткого проміжку часу.
У червні 2018 року EA анонсувала Star Wars Jedi: Fallen Order, однокористувацький пригодницький бойовик від третьої особи, розробкою якого займалася Respawn Entertainment. У квітні 2019 року Генніґ висловила думку, що Jedi: Fallen Order «можливо є демонстрацією зміни стратегії EA» щодо однокористувацьких ігор, зазначивши: «Багато чого змінилося [з часів скасування Ragtag], і була досить публічна й гучна реакція проти ідеї, що гравці не хочуть однокористувацьких ігор без усіх цих додаткових режимів». Star Wars Jedi: Fallen Order була випущена в листопаді 2019 року і отримала схвальні відгуки, з-поміж іншого, за сюжетну історію. Станом на березень 2020 року в усьому світі було продано понад 10 млн копій гри.